# Dictionnaire international des militants anarchistes
Ne doit pas être confondu avec Dictionnaire des anarchistes.
Le Dictionnaire international des militants anarchistes est une encyclopédie en ligne réunissant des notices biographiques de militants anarchistes et libertaires, la plupart inconnus des dictionnaires de grande diffusion.

## Un dictionnaire des anonymes

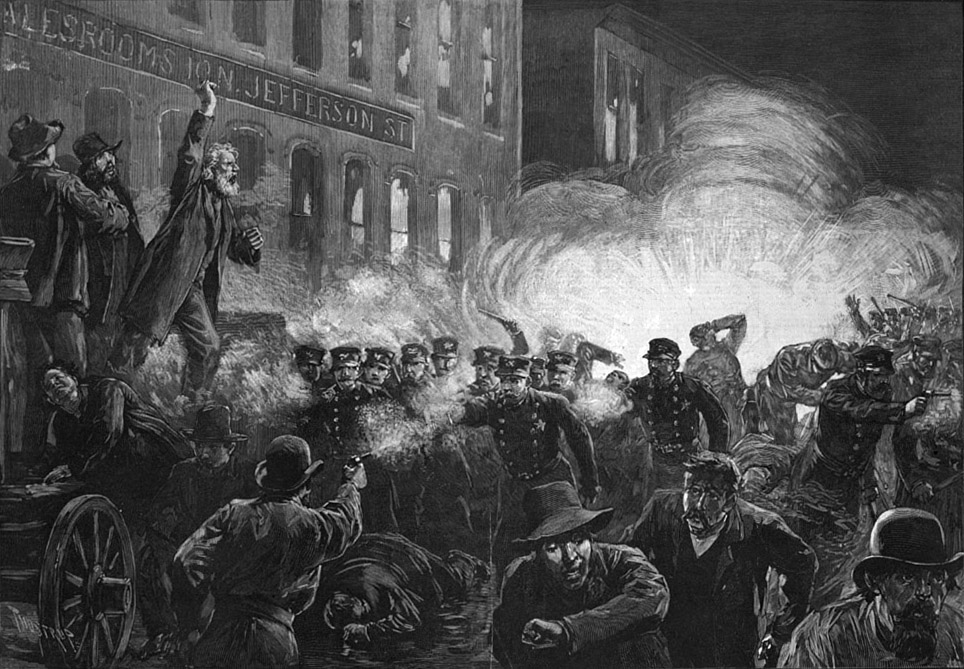
Gravure de 1886 parue dans le journal Harper's Weekly représentant la tragédie de Haymarket Square.

Ce dictionnaire a été créé à l'initiative Rolf Dupuy et de l'historien libertaire René Bianco, fondateurs du Centre international de recherches sur l'anarchisme (Marseille) alors qu'ils rédigeaient ensemble des notices pour le Dictionnaire biographique du mouvement ouvrier français plus communément appelé « Le Maitron » dans les années 1980-2000.
Depuis, le collectif rédactionnel a élargi son cercle de correspondants avec notamment des collaborations de Marianne Enckell du Centre international de recherches sur l'anarchisme (Lausanne).
Dans ce dictionnaire figurent les notices des anarchistes de tous pays et toutes tendances à l’exception des militants espagnols (et/ou étrangers) ayant participé à la clandestinité sous le franquisme qui sont consultables dans le Dictionnaire des guérilleros et résistants antifranquistes.
Ayant choisi délibérément de se centrer sur les militants anonymes, on y trouve des notices sur des anarchistes "célèbres" comme Sébastien Faure et Gaston Leval, mais surtout sur des militants peu connus, voire inconnus du grand public comme Johann Most accusé par la police d'être responsable du massacre de Haymarket Square survenu à Chicago le 1er mai 1886 qui constitua le point culminant de la lutte pour la journée de huit heures aux États-Unis, et un élément majeur de l'histoire de la Journée internationale des travailleurs du 1er mai.
Certaines de ces notices biographique sont insérées dans le Dictionnaire des anarchistes publié en 2014.

## Sources
- WorldCat - notice.
- Pearltrees - Dictionnaire international des militants anarchistes.
- Divergences, revue internationale libertaire, Dictionnaire international des militants anarchistes.
- Fédération internationale des centres d'étude et de documentation libertaires (FICEDL)
- Présentation sur le site Antoine Gimenez.
- Dictionnaire international des militants anarchistes, Organisations libertaires francophones sur le site de la Fédération anarchiste.
- Cité sur le site de l'Encyclopédie anarchiste.
- Référence DIMA sur le site du Chantier biographique des anarchistes en Suisse.
- Les archives André Arru.
- Il est utilisé comme référence sur des centaines de fiches web, y compris des plus surprenantes, comme la Banque Credit Agricole du Midi de Marseillan ou la Banque Guéret.